# Trusted Computer System Evaluation Criteria
A TCSEC (Trusted Computer System Evaluation Criteria, magyar használatban Biztonságos Számítógépes Rendszerek Értékelési Kritériumai, más használatban Narancs Könyv) az Amerikai Egyesült Államok Védelmi Minisztériumának informatikai biztonsági követelménygyűjteménye, melynek 1983-ban kiadott nyilvános változata az USA-ban napjainkig kötelezően alkalmazandó a kormányzati, katonai rendszerek vonatkozásában.
Hatására a világ több országában megkezdődtek hasonló jellegű leírások, szabványok és előírások kidolgozása, megjelenése.

## Felosztása
A TCSEC csoportokra, azon belül osztályokra bontható.

### D csoport
Minimális védelem. E csoportot a TCSEC hatástalannak, érdemtelennek tekinti az informatikai biztonság szempontjából.

### C csoport
Szelektív és ellenőrzött védelem.
- C1 osztály: korlátozott hozzáférés-védelem, a hozzáférési jogok megvonással szűkíthetőek
- C2 osztály: nem szabályozott, de ellenőrzött hozzáférés-védelem, a hozzáférési jogok odaítélése egyedre/csoportra szabott

### B csoport
Kötelező és ellenőrzött védelem.
- B1 osztály: címkézett és kötelező hozzáférés-védelem, a hozzáférhető alanyokat és a hozzáférés tárgyait a hozzáférési mechanizmust szabályozó címkével látják el kötelező jelleggel
- B2 osztály: strukturált hozzáférés védelem, az alanyok azonosítását és a hozzáférés ellenőrzését elkülönített referencia-monitorral végzik
- B3 osztály: a védelmi területek elkülönülnek, a biztonsági felügyelő, operátor és a felhasználó biztonsági funkciói és jogai elkülönülnek egymástól, a biztonsági szempontból kritikus részek elválasztása már a rendszer tervezése során megtörténik

### A csoport
Matematikailag bizonyítható előírások, specifikációk, melyek gyakorlati megvalósítása a nagyon nagy mértékű ráfordítások miatt elenyésző mértékű.

## Biztonsági alapfunkciók

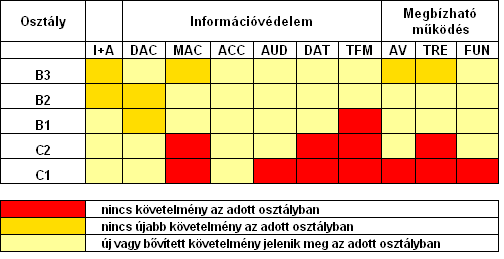
A TCSEC biztonsági alapfunkcióinak osztályonkénti megjelenése és eloszlása

### Információvédelem
- azonosítás és hitelesítés folyamatának kialakítása (Identification and Authentication, I+A)
- jogosultság kiosztás (Access Control), legfontosabb jellemzője a hozzáférés-vezérlési tábla (Access Control List, ACL), ez két módszerrel alkalmazható:
  - a C1 és C2 osztályokban a hozzáférés-jogosultság kiosztása személyenként, felhasználói csoportonként, esetenként kerül meghatározásra (szabad belátás szerint kialakított hozzáférés-vezérlés, Discretionary Access Control, DAC)
  - a B1 és B2 osztályokban a hozzáférés-jogosultság kiosztását előre meghatározott módon, személyenként vagy felhasználói csoportonként határozzák meg (előre meghatározott hozzáférés-vezérlés, Mandatory Access Control, MAC)
- jogosultság ellenőrzés (Accountability, ACC)
- bizonyítékok rendszerének és folyamatának kialakítása (Audit, AUD)
- adatok sértetlenségének és folytonosságának biztosítása (Accuracy)
- biztonságos kezelési funkciók a biztonsági felügyelő, a rendszeradminisztrátor és a felhasználók szerepkörének szétválasztásával (Trusted Facilities Management, TFM)

### Megbízható működés
- megbízható szolgáltatások biztosítása (Reliability of Service)
  - rendelkezésre állás biztosítása (Availability, AV)
  - biztonságos rendszer-visszaállítás biztosítása (Trusted Recovery, TRE)
  - rendszer funkcionalitásának biztosítása (Functionality, FUN)
- biztonságos adatcsere (Data Exchange, DAT)